# Chalepispa
Chalepispa is een geslacht van kevers uit de familie bladkevers (Chrysomelidae).
De wetenschappelijke naam van het geslacht werd in 1955 gepubliceerd door Uhmann.

## Soorten
- Chalepispa ignorata Uhmann, 1955